# Арад
Арад (рум. Arad вимовляється [aˈrad] ( прослухати); угор. Arad) — місто у Західній Румунії, в історичній області Кришані, над р. Муреш, поблизу кордону з Угорщиною. Адміністративний центр повіту Арад. 147 922 мешканців (2011).

## Географія

### Клімат
Арад знаходиться у помірній зоні, котра характеризується морським кліматом. Найтепліший місяць — липень з середньою температурою 20.6 °C (69 °F). Найхолодніший місяць — січень, з середньою температурою -1.1 °С (30 °F).
| Клімат Арада            | Клімат Арада | Клімат Арада | Клімат Арада | Клімат Арада | Клімат Арада | Клімат Арада | Клімат Арада | Клімат Арада | Клімат Арада | Клімат Арада | Клімат Арада | Клімат Арада | Клімат Арада |
| Показник                | Січ.         | Лют.         | Бер.         | Квіт.        | Трав.        | Черв.        | Лип.         | Серп.        | Вер.         | Жовт.        | Лист.        | Груд.        | Рік          |
| Абсолютний максимум, °C | 18           | 18           | 26           | 28           | 32           | 34           | 38           | 37           | 36           | 30           | 21           | 17           | 38           |
| Середній максимум, °C   | 1            | 4            | 11           | 16           | 21           | 23           | 26           | 26           | 23           | 16           | 8            | 3            | 15           |
| Середня температура, °C | −1           | 1            | 6            | 10           | 16           | 18           | 20           | 20           | 17           | 11           | 5            | 0            | 10           |
| Середній мінімум, °C    | −3           | −2           | 1            | 5            | 10           | 13           | 14           | 14           | 11           | 6            | 1            | −2           | 6            |
| Абсолютний мінімум, °C  | −25          | −21          | −15          | −7           | −1           | 2            | 5            | 4            | 0            | −11          | −12          | −17          | −25          |
| ----------------------- | ------------ | ------------ | ------------ | ------------ | ------------ | ------------ | ------------ | ------------ | ------------ | ------------ | ------------ | ------------ | ------------ |
| Джерело: Weatherbase    |              |              |              |              |              |              |              |              |              |              |              |              |              |

## Економіка
Важливий транспортний вузол і великий промисловий центр країни. Основні галузі — машинобудування (вагони, верстати), текстильна, харчова промисловість. Є виробництво взуття, меблів, хімічних товарів, будматеріалів.

## Університети
- Державний університет ім. Аурела Влайку — винахідника світової авіації.
- Приватний університет ім. Василя Голдіша — румунського політичного діяча.

## Театри

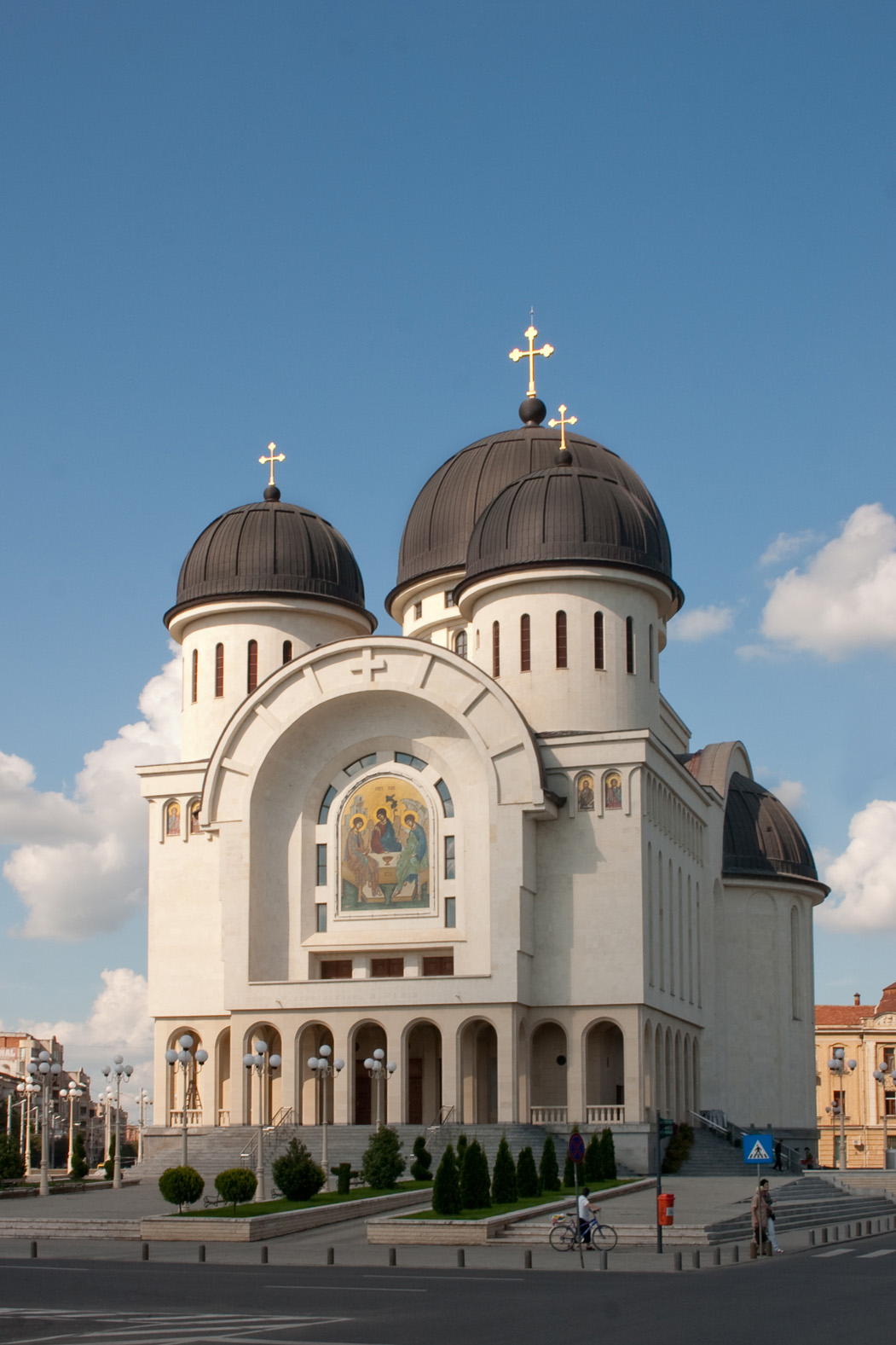
Православний собор у Араді

- Державний театр
- Філармонія
- Ляльковий театр

## Церкви
- сербська церква Св. Петра та Павла, побудована 1698—1702 рр.
- бароковий монастир Св. Симона 1762 р.
- католицький собор Св. Антонія з Падуї, побудований 1904 р. у ренесансному стилі.
- бароковий Собор Народження Іона Хрестителя румунської православної церкви, побудований 1862—1865 рр.
- «Червона церква» євангелістів-лютеранців, зведена 1906 р. у неоготичному стилі;
- синагога 1834 р. — пам'ятка греко-тасканської архітектури.

## Міста-побратими
- Атліт, Ізраїль
- Зренянин, Сербія
- Фушунь, Китай
- Ходмезьовашархей, Угорщина
- Гиватаїм, Ізраїль
- Печ, Угорщина

## Відомі особистості
У місті народився:
- Петро Текелій (1720—1792) — російський генерал, за походженням серб.
- Дйордь Ботонд-Болич (1913—1975) — угорський письменник-фантаст та інженер.
- Александру Йоан Лупаш (1942-2007) — румунський математик, педагог.
- Тиберіу Поповичі (1906-1975) — румунський математик.